# Nood in Macadamia
Nood in Macadamia is het 128ste stripverhaal van De Kiekeboes. De reeks wordt getekend door striptekenaar Merho. Het album verscheen op 21 juni 2011.

## Verhaal
Wanneer Charlotte en haar nicht Margot op vakantie zijn in Macadamia, wordt het land getroffen door een zware aardbeving. Bovendien worden alle buitenlandse toeristen plots gegijzeld door het corrupte staatshoofd Juan Tanimo. De rest van de Kiekeboes trekt naar Macadamia met de hulporganisaties en raakt al snel verwikkeld in een internationaal machtsspelletje. Jens heeft een opdracht in Macadamia en als fanny meegaat ziet hij zijn kans schoon om Fanny terug te winnen.

## Achtergronden bij het verhaal
- De titel van het verhaal is een woordspeling op de macadamianoot.
- Juan Tanimo is een woordspeling op de Amerikaanse basis en omstreden gevangenenkamp Guantánamo.